# Древнесемитская религия
Древнесемитская религия — общее условное наименование политеистических верований и культов семитских народов древнего Ближнего Востока и Северо-Восточной Африки, включая аккадцев, арамеев, ханаанейские народы (древние евреи, финикийцы, а также множество малых родственных народов, таких как эдомитяне, моавитяне и аммонитяне), и других.
Семитская традиция и их пантеоны делятся на региональные категории: шумерская мифология, связанная с ассиро-вавилонской религией в Месопотамии, Западносемитская мифология народов Леванта и выделившийся из неё яхвизм древних израильтян, и арабская мифология.
Семитский политеизм, возможно, перешёл в авраамический монотеизм через бога Эль, чье имя — это слово «Бог» на иврите, однокоренное арабскому «Аллах».

## Прото-семитский пантеон
Сокращения: Акк. Аккадско-вавилонский; Уг. Угаритский; ф. Финикийский; ивр. Иврит; Ар. Арабский язык; OSA Древние южноаравийские языки; Эф. Эфиопский
- Илу: «бог» (бог неба, глава пантеона:. Акк. Ил, Уг. Илу , ф. Элос, ивр. Эль / Элохим , ар. Аллах , OSA Ил
- «Аширату»: (жена Илу: Уг. Атрт , ивр. Ашера , ОSА Atart) — значение имени неизвестно. Она также называется Илату «богиня» (Ас. Ilat, ф. Алт, ар. Аллат).
- Атару: (Бог Плодородия: Уг. ʻTr , OSA`tr, эф. Астар (небесный бог).
- Атарту: (Богиня Плодородия: Ак. Иштар , Уг. ʻTrt , ф. Астарта, ивр. Астарта). Значение имени неизвестно и не имеет отношения к ʼAṯiratu.
- Хадду / Хаддаду: (бог бури: Ак Адад, Уг. Баал-Хадад , ф Адодос. Значение имени, вероятно, «громовержец». Этот бог также известен как Балу «муж, господин» (Акк. Бэл , Уг. Бл ср. Бaaл / Belos, Ивр. Баал).
- Шамшу: «солнце» (Богиня Солнца: Уг. Шапаш , OSA: Шамаш, но Ак . Шамаш — бог мужского пола).
- Ярих: «луна» (бог луны: Уг. ЙРХ , ивр. Яреах  , OSA ЙРХ).

## Аккад, Ассирия и Вавилония
Когда в Древней Месопотамии стали известны пять планет, они были объединены с солнцем и луной и связаны с главными богами вавилонского пантеона. Двуязычный список в Британском музее приводит семичастную планетарную группу в следующем порядке:
- Син (Луна)
- Шамаш (Солнце)
- Мардук (Юпитер)
- Иштар (Венера)
- Нинурта (Сатурн)
- Набу (Меркурий)
- Нергал (Марс)

Религия Ассирийской державы (иногда называемая ашуризмом) была сосредоточена на Ашуре, покровителе города Ассура, и Иштар, покровительнице Ниневии. Последнее записанное поклонение Ашуру и другим ассирийским богам без негативного контекста датируется III веком нашей эры.
Ашур, покровитель одноимённой столицы позднего бронзового века, постоянно соперничал с покровителем Вавилона Мардуком. В Ассирии Ашур в конце концов вытеснил Мардука, став даже мужем Иштар.

Главными ассиро-вавилонскими и аккадскими богами были: 
- Ашур (арам. ܐܵܫܿܘܪ)/Anshar, patron of Assur
- Иштар, богиня любви и войны, покровительница Ниневии (арам. ܥܸܫܬܵܪ)
- Набу: бог письма и писцов
- Нергал: бог подземелья
- Тиамат: богиня моря
- Самнуха[7]
- Кудаба[8]
- Мардук
- Энлиль
- Нинлиль
- Нисрох
- Нанби: отец Пазузу
- Ану
- Эа, шумерский Энки: бог ремесел
- Кишар
- Син, шумерский Нанна: бог луны
- Ишара
- Шамаш: бог Солнца
- Адад/Хадад[9]
- Дагон/Даган
- Бэл
- Таммуз

Главными ассиро-вавилонскими демонами и героями были:
- Адапа (Оаннес)
- Гильгамеш
- Лугальбанда
- Лилит
- Пазузу
- Нинурта[10][11]

## Ханаан
Ханаанскую религию практиковали люди, жившие в древнем Леванте на протяжении бронзового и железного века. До раскопок 1928 г. в городе Угарите в Северной Сирии и открытия архива бронзового века алфавитных клинописных текстов, ученые мало знали о ханаанской религиозной практике. Папирус, видимо, был основным письменным материалом для писцов в то время. В отличие от папирусных документов, найденных в Египте, древние папирусы в Леванте часто просто разлагались от воздействия влажного средиземноморского климата. В результате рассказы в Библии стали основными источниками информации о древней ханаанской религии. В дополнение к библейским описаниям сохранилось несколько вторичных и третичных греческих источников, в том числе трактат Лукиана Самосатского De Dea Syria («О сирийской богине», II век н. э.), фрагменты Финикийской истории Санхуниатона, сохранённой Филоном Библским (ок. 64 — 141 г. н. э.) и труды Дамаския (ок. 458 — позднее 538 г.). Недавнее изучение угаритского материала позволило получить дополнительную информацию об этой религии, дополненную надписями из архива Леванта и Телль-Мардиха (раскопаны в начале 1960-х годов).
Ханаанская религия демонстрирует явное влияние месопотамских и египетских религиозных практик. Как и другие народы древнего Ближнего Востока, хананеи были многобожниками, причём семьи, как правило, сосредоточивали богослужение на домашних богах и богинях, признавая существование других божеств, таких как Эль, Баал, Анат, существовали жрецы и боги покровители отдельных городов.
Цари также играли важную религиозную роль и в некоторых церемониях, таких как священный брак новогоднего праздника; ханаанеи, возможно, почитали своих царей как богов.
Согласно пантеону, известному в Угарите как илхм (Элохим) или дети Эля (сравните библейских «сынов Божьих»), бог-создатель по имени Эль был отцом других божеств. В греческих источниках он был женат на Берут (Бейрут). Данные об их пантеоне были предположительно получены Филоном Библским от Санхуниатона из Берита (Бейрута). Брак божества с городом, похоже, имеет библейские параллели с историями, связывающими  Яхве — с Иерусалимом, (также невестой Бога назван весь Израиль) — Мелькарта с Тиром,  и Танит и Баал-Хаммона — с Карфагеном. Эль Элион упоминается (как Бог Всевышний) в Быт. 14:18-19 как Бог, чьим священником был Мелхиседек, царь Салемский.
Филон утверждает, что союз Эль Элиона и его супруги привёл к рождению Урана и Геи (греческие названия Небес и Земли). Это близко соответствует начальному стиху Еврейской Библии, Быт. 1:1: «В начале Бог (Элохим) создал Небеса (Шамаим) и Землю (Эрец)». Это также соответствует истории вавилонских богов-ануннаков.

## Отражение в Библии
Энума Элиш сравнивается с сотворением мира в книге Бытия. Некоторые авторы прослеживают историю Есфири до вавилонских корней.
Эль Элион также появляется в истории о Валааме в книге Чисел и в песне Моисея во Втор. 32:8.